# Disclisioprocta fuscovariata
Disclisioprocta fuscovariata là một loài bướm đêm trong họ Geometridae.